# Libuse

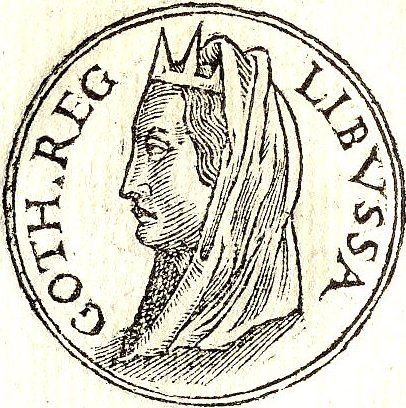
Ícone com a representação de Libuse.

Libuse (em tcheco/checo:  Libušeⓘ), chamada também de Libussa ou Lubossa, faz parte de um grupo de governantes considerados lendários e fundadores da República Checa.

## História
Segundo a lenda, ela teria sido uma princesa pertencente à tribo Čech, filha do igualmente lendário duque Krok, além de irmã mais nova da curandeira Kazi e da maga Teta. Diz a lenda que o próprio Krok a teria escolhido como sucessora, mas mesmo havendo demostrado sabedoria ao governar, a parte masculina da tribo não teria aceitado que uma mulher fosse sua governante, sendo assim ela deveria escolher um príncipe para o povo.
Libuse escolheu um lavrador da aldeia de Stadice, Premysl, passando este de lavrador a governante e iniciando assim a Dinastia premislida. Seu reinado teria sido sucedido por seu filho Nezamysl. Libuse teria sido a mais sábia das três irmãs e profetizou a fundação da cidade de Praga desde seu castelo Libušín (de acordo com as lendas Vyšehrad). Mais detalhes sobre a lenda foram contados por Cosme de Praga em sua Chronica Boëmorum (século XII).